# Хенли, Сара Энн
Са́ра Энн Хе́нли (8 июля 1862 — 31 марта 1948) — молодая буфетчица из округа Истон города Бристоль, которая получила известность после неудачной попытки суицида в 1885 году, во время которого она спрыгнула с Клифтонского моста высотой 75 метров .

## Попытка суицида
В пятницу 8 мая 1885 года Томас Стивенс, инспектор Клифтонского моста, сообщил, что мисс Хенли перелезла через ограду и забралась на парапет. Никто не смог помешать ей, и она выбросилась с моста. Свидетели утверждали, что волновой эффект[уточнить], созданный восходящими потоками воздуха под кринолиновой юбкой, замедлил её падение, направив от воды в сторону илистого берега реки Эйвон. Хотя и не существует официальных свидетельств того, что ветер или юбка спасли жизнь девушки от падения, история всё же стала местной городской легендой (Бристольская легенда).
После падения Сары Энн Хенли на грязный илистый берег двое прохожих — Джон Уильямс и Джордж Дрю — подошли, чтобы помочь ей. Они обнаружили её в состоянии глубочайшего шока, но живой, и сопроводили её до комнаты отдыха ближайшей железнодорожной станции, где она была осмотрена доктором Гриффитсом и детективом Робертсоном, который также наблюдал за инцидентом. Несмотря на то, что девушка находилась в сознании и могла отвечать на вопросы, доктор настоятельно рекомендовал срочно отправить Хенли в бристольскую больницу.
Детектив Робертсон попросил помощи у местного извозчика, но он отказал на том основании, что девушка, ранее упавшая на илистый берег, может испачкать его коляску. Несмотря на предложенную оплату за подвоз, а также риск смерти Хенли, если бы её срочно не доставили в больницу, извозчик упрямо ответил: «А мне плевать! Пускай умирает!»
Не имея другого выбора, прохожие взяли носилки в местном Клифтонском отделении полиции. Хотя девушку на носилках несли целый час, она всё-таки была доставлена в больницу, где она лечилась от глубокого шока и внутренних травм. Пока Сара Энн Хенли находилась в больнице и медленно восстанавливалась, история о её неудачном самоубийстве быстро распространилась по городу, что вызвало много предложений о замужестве, благодаря чему была обеспечена известность Хенли.
Позже извозчик оправдывался за свои действия в письме к газете «Бристоль тайм энд миррор», объяснив, что он только закончил ремонт своей повозки, во время которого он не имел возможности зарабатывать, и призвал создать фонд помощи извозчикам в экстренных случаях, он также отметил, что Бристольское объединение бедных (en:Bristol Corporation of the Poor) могло бы иметь санитарные кареты для доставки людей в больницы.

## Дальнейшая судьба
Сара Энн больше никогда не возвращалась в Rising Sun в Эштоне, где она работала буфетчицей. 26 января 1900 года она вышла замуж за Джона Лэйна, который работал на Бристольском вагоностроительном заводе.
Со временем миссис Лэйн перестала стесняться того случая. Она даже оставила на память фотографии двух детей, которые выжили после того, как обезумевший отец выбросил их с моста в 1896 году.
Хенли прожила 85 лет и умерла 31 марта 1948 года. Похоронена 6 апреля того же года на Эйвонском кладбище.
Этот случай был воспет Уильямом Хиселлом в серенаде «Самый первый спуск на парашюте в Бристоле» («An Early Parachute Descent in Bristol»).